# Mike Eaves
Michael Gordon Eaves (Denver, Colorado, 1956. június 10. –) amerikai profi jégkorongozó és edző.

## Játékos karrier
Komolyabb karrierjét a WCHA-s Wisconsin–Madison Egyetem csapatában kezdte 1974–1975-ben. Az egyetemi csapatban 1978-ig játszott. Utolsó szezonjában több mint két pont/mérkőzés átlagot produkált. Közben az 1976-os NHL-amatőr drafton a St. Louis Blues kiválasztotta a hetedik kör 113. helyén. Első felnőtt idényét a CHL-es Oklahoma City Starsban kezdte: 68 mérkőzésen 87 pontot szerzett. Még ebben az évben a Minnesota North Stars felhívta az NHL-be három mérkőzésre. A következő szezonban 12 mérkőzést a CHL-ben és már 56-ot az NHL-ben játszott. Ezután 1983-ig a North Starsban játszott. 1983–1984-ben átkerült a Calgary Flamesbe. Ebben a csapatban 1985-ig játszott. 1985. szeptember 21-én oéyan súlyos fejsérülést szenvedett a Quebec elleni mérkőzésen, és egy hónappal később bejelentette visszavonulását. A következő szezonban azonban visszatért nyolc mérkőzésre a rájátszásba. De utána már végleg felhagyott a játékkal és edző lett.

## Nemzetközi szereplés
Először az 1978-as jégkorong-világbajnokságon játszott az amerikai jégkorong-válogatottban, ahol hatodikok lettek. Ezután az 1981-es Kanada-kupán került ismét a válogatottba, ahol negyedikek lettek. Az 1984-es Kanada-kupa keretbe is bekerült, de nem játszott a tornán.

## Edzői karrier
Komolyabb edzői karrierjét a Philadelphia Flyersnél kezdte 1988–1989-ben mint másodedző. A következő szezonban is ebben a csapatban dolgozott ugyan ezen a poszton. 1990–1993 között az AHL-es Hershey Bears csapatánál volt edző. A csapat kétszer be is jutott a rájátszásba de ott a második illetve az első körben búcsúzni kényszerültek. 1993–1994 között ismét a Philadelphia Flyersnél dolgozott mint másodedző. 1994–1997 között nem edzősködött. 1997–2000 között a Pittsburgh Penguins csapatánál volt szintén másodedző. 2000–2001-ben az amerikai utánpótlás válogatottat igazgatta. 2002 óta a University of Wisconsin edzője.
Edzette az amerikai válogatottat is, mint másodedző: először az 1990-es jégkorong-világbajnokságon, ahol a csapat a ötödik lett. Ezután az 1991-es Kanada-kupa csapatban volt másodedző és ezüstérmesek lettek. Nagy szünet után a juniorok edzője lett: a 2002-es U-18-as jégkorong-világbajnokság aranyéremig vezette a csapatot.

## Díjai
- WCHA Második All-Star Csapat: 1977
- NCAA Nyugat Első All-American Csapat: 1977, 1978
- WCHA Első All-Star Csapat: 1978
- WCHA MVP: 1978
- CHL Második All-Star Csapat: 1979
- Ken McKenzie-trófea: 1979